# Sérgio Ferro
Pour les articles homonymes, voir Ferro.
 (mars 2025).
La mise en forme du texte ne suit pas les recommandations de Wikipédia : il faut le « wikifier ».
Les points d'amélioration suivants sont les cas les plus fréquents :
- Les titres sont pré-formatés par le logiciel. Ils ne sont ni en capitales, ni en gras.
- Le texte ne doit pas être écrit en capitales (les noms de famille non plus), ni en gras, ni en italique, ni en « petit »…
- Le gras n'est utilisé que pour surligner le titre de l'article dans l'introduction, une seule fois.
- L'italique est rarement utilisé : mots en langue étrangère, titres d'œuvres, noms de bateaux, etc.
- Les citations ne sont pas en italique mais en corps de texte normal. Elles sont entourées par des guillemets français : « et ».
- Les listes à puces sont à éviter, des paragraphes rédigés étant largement préférés. Les tableaux sont à réserver à la présentation de données structurées (résultats, etc.).
- Les appels de note de bas de page (petits chiffres en exposant, introduits par l'outil «  Source ») sont à placer entre la fin de phrase et le point final[comme ça].
- Les liens internes (vers d'autres articles de Wikipédia) sont à choisir avec parcimonie. Créez des liens vers des articles approfondissant le sujet. Les termes génériques sans rapport avec le sujet sont à éviter, ainsi que les répétitions de liens vers un même terme.
- Les liens externes sont à placer uniquement dans une section « Liens externes », à la fin de l'article. Ces liens sont à choisir avec parcimonie suivant les règles définies. Si un lien sert de source à l'article, son insertion dans le texte est à faire par les notes de bas de page.
- La présentation des références doit suivre les conventions bibliographiques. Il est recommandé d'utiliser les modèles {{Ouvrage}}, {{Chapitre}}, {{Article}}, {{Lien web}} et/ou {{Bibliographie}}. Le mode d'édition visuel peut mettre en forme automatiquement les références.
- Insérer une infobox (cadre d'informations à droite) n'est pas obligatoire pour parachever la mise en page.

Pour une aide détaillée, merci de consulter Aide:Wikification.
Si vous pensez que ces points ont été résolus, vous pouvez retirer ce bandeau et améliorer la mise en forme d'un autre article.
Sérgio Ferro Pereira né le 25 juillet 1938 à Curitiba est un peintre, designer, architecte, historien et enseignant brésilien qui vit en France depuis le début des années 1970. Il est titulaire d'un diplôme en architecture et urbanisme (FAUUSP) et en sémiologie (Mackenzie), avec un diplôme de troisième cycle en muséologie et évolution urbaine (FAUUSP),. Il fut arrêté par la dictature militaire et, une fois libéré, il partit en exil en France.

## Carrière
Sergio Ferro est le fils d'Armando Simone Pereira et de Beatriz Ferro Pereira.
En 1962, Sérgio est diplômé en architecture et urbanisme de la Faculté d'architecture et d'urbanisme de l'Université de São Paulo (FAUUSP). Peu de temps après, il est invité par le professeur João Batista Vilanova Artigas à rejoindre le corps enseignant, en tant qu'assistant d'enseignement dans la chaire d'Histoire de l'Art de la même université. Jusqu'en 1970, il a été professeur de composition plastique, d'histoire de l'art et d'esthétique dans plusieurs écoles et collèges d'art et d'architecture des villes de Santos, São Paulo et Brasilia,.
Sa carrière d'enseignant comprend:
- 1962-1968 - École Supérieure de Design
- 1962-1970 - Faculté d'architecture et d'urbanisme, Université de São Paulo
- 1969-1970 - Cours d'architecture, Université de Brasilia
- 1972-2003 - Ecole Nationale Supérieure d'Architecture de Grenoble
- 1982 - Création du laboratoire Dessin/Chantier (direction jusqu'en 1997)

«Tout au long de sa carrière, il a observé et intervenu dans les espaces de production de la construction civile, développant une critique de la production des arts plastiques et de l’architecture basée sur le processus de construction et ses agents: le chantier, les technologies, les matériaux et le constructeur.» Giovana Martino.

## Analyse de la production architecturale
Dans les années 1960, avec Rodrigo Lefèvre et Flávio Império, il forme le groupe appelé Arquitetura Nova, pour comprendre la pratique de l'architecture comme une chaîne de production, incluant le rôle social de l'architecte et les relations de production sur le chantier. Ils ont formulé des propositions de politiques de logement public avec des projets de logements sociaux, ayant développé des projets dans ce qu'ils appelaient la «poétique de l'économie»: des expériences simples, avec optimisation des procédures visant à augmenter la productivité et l'accès au logement,. Ils ont été chargés de développer une critique, selon la perspective marxiste de la plus-value, de la production architecturale établie au Brésil en général et de s'établir spécifiquement comme un contrepoint théorique au travail et à l'école de l'ancien mentor du groupe, le professeur Vilanova Artigas.
«Tout au long de sa carrière, il a observé et intervenu dans les espaces de production de la construction civile, développant une critique de la production des arts plastiques et de l’architecture basée sur le processus de construction et ses agents: le chantier, les technologies, les matériaux et le constructeur.» Sérgio Ferro.
Sérgio Ferro poursuit jusqu'à aujourd'hui sa réflexion critique sur les questions liées à la production architecturale, soulignant qu'elle reflète les relations économiques de chaque époque,.
«Je suis contre le terme Anthropocène. Ce qui conduit le monde à la catastrophe finale, c'est le capital. Il suffit, pour le démontrer, de jeter un œil au présent. D'après ce que nous annoncent ceux qui connaissent la question, nous n'avons déjà plus le temps d'éviter des catastrophes climatiques inimaginables.» Sérgio Ferro.

## Projet TF/TK
Entre 2020 et 2024, il a participé activement au projet international Translating Ferro / Transforming Knowledges, développé grâce à une collaboration Brésil / Royaume-Uni, financé par la FAPESP (BR) et l'AHRC (UK). Le projet visait à favoriser la consolidation d'un nouveau champ d'études de production, structuré par le travail de Sérgio Ferro, qui est considéré comme «un penseur fondamental pour le domaine des études et des pratiques de la production architecturale, dans une perspective à la fois critique et émancipatrice».
25 chercheurs affiliés ont participé au projet, dont le travail initial s'est concentré sur la traduction d'œuvres sélectionnées de Sérgio Ferro du portugais vers l'anglais et sur leur discussion dans des groupes de lecture en anglais et en portugais; ce qui a donné lieu au développement de plusieurs projets de recherche, qui seront publiés sous forme de brochures et de livres.
En outre, une partie de la collection d'architecture, de théorie et de pratique artistique de Sérgio Ferro est en cours d'organisation, de nettoyage, de catalogage, de numérisation, de stockage et de mise en ligne; y compris les projets et les œuvres d'Arquitetura Nova (en partenariat avec FAU-USP). Une grande partie de cette collection a été donnée par Sérgio Ferro à l'Institut d'Architecture et d'Urbanisme de l'Université de São Paulo (IAU-USP), situé dans la ville de São Carlos-SP.

## Dictature militaire et exil
Pendant la dictature militaire, Sérgio Ferro, comme ses compagnons d'Arquitetura Nova, a établi des relations avec le Parti communiste brésilien, qui était opposé à la lutte armée et à la guérilla contre le régime dictatorial, comme voie vers la réalisation d'une révolution socialiste dans le pays. Avec d'autres militants, il rompt avec le PCB et rejoint l' Alliance de libération nationale, dirigée par Carlos Marighella,.
En raison de son activisme politique et des persécutions du régime militaire, Sérgio Ferro a été emprisonné pendant un an. Il fut renvoyé de l'Université de São Paulo et, en 1972, il s'exila en France, s'installant dans la ville de Grenoble,,. Ne pouvant exercer l'architecture dans ce pays, il se consacre à l'activité artistique et à l'enseignement, dans des cursus d'arts et d'architecture. Entre 1972 et 1989, il enseigne à l' Université de Grenoble, France. Durant cette période, il peint des fresques à Villeneuve (1975), à l'École Buttes (1981) et à l'École Joseph Vallier (1983). Sa peinture est caractérisée par des images inachevées, des références claires à Michel-Ange et à Léonard de Vinci, mêlées à des croquis et des textes manuscrits.

## Prix et reconnaissances
- 1965 - Le numéro 319 de la revue Acrópole est consacré à la Nouvelle Architecture[2]
- 1970 - Commissaire spécial de la Fondation Biennale de São Paulo à Venise[2]
- 1987 - Prix du meilleur peintre, décerné par l' Association des critiques d'art de São Paulo[1]
- 2012 - Titre de Citoyen d'Honneur du Paraná, par l'Assemblée Législative du Paraná[12]
- 2021 - Son nom a été donné à l'«École Libre Espace Sérgio Ferro», de la Coopérative Braço Forte[13]

## Travaux

### Livres
- 1979 - Le chantier et le dessin[1]
- 1981 - Michel-Ange: Notes de Sergio Ferro[1]
- 1985 - Théorie et pratique 2
- 1998 - Michel-Ange, architecte et sculpteur[1]
- 1999 - Futur / Précédent (Nobel)[14]
- 2006 - Architecture et travail libre (Cosac & Naify)[15]
- 2010 - L'histoire de l'architecture vue du chantier (Gfau)[16]
- 2020 - Michel-Ange: Architecte et sculpteur de la Chapelle des Médicis (Martins Fontes)[17]
- 2021 - Construction du projet classique (MOM)[18]
- 2021 - Arts visuels et travail libre I: de Dürer à Velasquez (Editora 34)[19]
- 2022 - Arts visuels et travail libre II: de Manet au cubisme analytique (Editora 34)[19]
- 2024 - L'architecture vue d'en bas: une anthologie (Mack Books)[20]

### Expositions personnelles
Liste des expositions de Sérgio Ferro:
- 1963 - Galeria Teatro de Arena, São Paulo SP
- 1963 - Galeria São Luís, São Paulo SP[2]
- 1965 - Museu de Arte do Rio Grande do Sul, Porto Alegre RS
- 1965 - Galeria Mobilínea, São Paulo SP
- 1967 - Fundação Armando Álvares Penteado, São Paulo SP
- 1973 - Galeria Fernando Milan, São Paulo SP
- 1974 - Galeria ZHTA-MI, Salônica (Grécia)
- 1975 - Museé de Grenoble, Grenoble (França)
- 1976 - Galeria Fernando Milan, São Paulo SP
- 1977 - Maison des Jeunes et de la Culture, Chambéry (França)
- 1977 - Galerie La Tete de L'Art, Grenoble (França)
- 1978 - Galerie La Tete de L'Art, Grenoble (França)
- 1979 - Galeria Murs Ouverts, Vence (França)
- 1980 - Galerie Saint-Guillaume, Paris (França)
- 1981 - Museu de Arte de São Paulo Assis Chateaubriand, São Paulo SP
- 1982 - Atelier J.Y. Noblet, Grenoble (França)
- 1982 - Castelo de la Condamine, Corenc (França)
- 1984 - Petite Galerie, Rio de Janeiro RJ
- 1984 - Rio Design Center, Rio de Janeiro RJ
- 1985 - Le Touquet-Paris-Plage (França) - Galerie Centre d'Art Plastique Contemporaine
- 1985 - Galeria de Arte São Paulo, São Paulo SP
- 1986 - Galerie J.Y. Noblet, Grenoble (França)
- 1987 - Galeria de Arte São Paulo, São Paulo SP
- 1988 - Galeria D'Art Contemporain, Le Touquet (França)
- 1988 - Galeria L'Entrée des Artistes, Barbizon (França)
- 1989 - Galerie Contrast, Bruxelas (Bélgica)
- 1989 - Museu de Arte de São Paulo Assis Chateaubriand, São Paulo SP
- 1989 - Galerie Contrast, Bruxelas (Bélgica)
- 1990 - Galeria J.P. Carlier, Le Touquet-Paris-Plage (França)
- 1990 - Galeria L'Entrée des Artistes, Barbizon (França)
- 1990 - Museu D'Art, Taiyan (China)
- 1991 - Galerie Contrast, Bruxelas (Bélgica)
- 1991 - Galerie Contrast, Lille (França)
- 1991 - Galerie Contrast, Metz (França)
- 1991 - Galerie Mann, Paris (França)
- 1991 - Galeria du Carme, Rouen (França)
- 1991 - Escritório de Arte São Paulo, São Paulo SP
- 1992 - Igreja de Saint Etienne, Ille-sur-Têt (França)
- 1992 - Galerie L'Entrée des Artistes, Barbizon (França)
- 1992 - Gallery Eleonore Austerlevz, San Francisco (Estados Unidos)
- 1992 - Galeria J.P. Carlier, Le Tduquet (França)
- 1993 - Galeria M & W, Hong Kong (China)
- 1993 - Hospici d'Ille, Ille-sur-Têt (França)
- 1993 - Galerie Le Monde de l'Art, Paris (França)
- 1993 - Escritório de Arte São Paulo, São Paulo SP
- 1994 - Espace d'Art Contemporain, Rouen (França)
- 1995 - Museu Victor Meirelles, Florianópolis SC
- 1995 - Votre Galeria de Arte, Rio de Janeiro RJ
- 1996 - Simões de Assis Galeria de Arte, Curitiba PR
- 1997 - Galeria L'Entrée des Artistes, Barbizon (França)
- 1997 - Espace d'Art Contemporain, Paris (França)
- 1998 - Galeria Le Monde de L´Arte, Paris (França)
- 1998 - Escritório de Arte São Paulo, São Paulo SP
- 1998 - Galeria de Arte São Paulo, São Paulo SP
- 1999 - Simões de Assis Galeria de Arte, Curitiba PR

### Expositions collectives
Liste des expositions auxquelles Sérgio Ferro a participé:
- 1961 - Representou a FAU-USP no Concurso Internacional de Escolas de Arquitetura na VI Bienal de Artes Plásticas de São Paulo[2]
- 1965 - Pintores de Vanguarda - Museu de Arte do Rio Grande do Sul, Porto Alegre RS
- 1965 - Opinião 65 - Museu de Arte Moderna do Río de Janeiro, Rio de Janeiro RJ[1]
- 1965 - Propostas 65 - Museu de Arte Brasileira / Fundação Armando Alvares Penteado, São Paulo SP
- 1966 - 3 Premissas - Museu de Arte Brasileira / Fundação Armando Alvares Penteado, São Paulo SP
- 1966 - 7 Pintores - Galeria Aliança Francesa, São Paulo SP
- 1967 - Nova Objetividade Brasileira - Museu de Arte Moderna do Río de Janeiro, Rio de Janeiro RJ
- 1967 - 6 Pintores da Nova Objetividade - Instituto de Arquitetos do Brasil - Departamento de São Paulo, São Paulo SP
- 1967 - Mostra - Fundação Armando Alvares Penteado, São Paulo SP
- 1975 - La Ville - Université Grenoble Alpes, Grenoble (França)
- 1976 - Vingt Acquisitions - Museé de Grenoble, Grenoble (França)
- 1976 - Feira Internacional de Arte Contemporânea - Grand Palais, Paris (França)
- 1978 - Travaux sur Papier, Villeparisis (França)
- 1979 - 1º Art Actuel - Maison des Jeunes et de la Culture d'Annecy-le-Vieux, Annecy (França)
- 1979 - Expo 79 - Museé de Grenoble, Grenoble (França)
- 1979 - Volta à Figura - Museu Lasar Segall, São Paulo SP
- 1980 - 30 Createurs d´Aujourd'hui, França
- 1980 - Fête du Travailleur Alpin, Grenoble (França)
- 1980 - Les Travailleurs et les Arts - Chateau de Roussilion, Roussillon (França)
- 1980 - Communication Poesie, Rueil Malmaison (França)
- 1982 - Stockholm International Art Expo, Estocolmo (Suécia)
- 1982 - Octogone, Paris (França)
- 1983 - 10 Années D'Achisitions - Museé de Grenoble, Grenoble (França)
- 1983 - Architeture Et Arts Plastiques, Grenoble (França)
- 1983 - Les Larmes D'Eros - Galerie JC David, Grenoble (França)
- 1984 - Figuration Critique - Grand Palais, Paris (França)
- 1984 - Figure, Figures - Espace Gare de L'Est, Paris (França)
- 1984 - Pintura Brasileira Atuante - Espaço Petrobrás, Rio de Janeiro RJ
- 1985 - Exposition d'Art Contemporain, Bourgoin-Jallieu (França)
- 1985 - Brasilidade e Independência - Teatro Nacional Cláudio Santoro, Brasília DF
- 1985 - Coletiva MAC 2000, Paris (França)
- 1985 - 1960-1980: Autour de La Figuration Narrative - Musée de Valence, Valence (França)
- 1985 - 1960-1985: Autour de la Figuration Narrative - Musée de Valence, Valence (França)
- 1986 - Les Figurations - Musée d'Art Contemporain de Dunkerque, Dunkerque (França)
- 1987 - Linearte: Foire D'Art International, Gent (Bélgica)
- 1987 - Figurations d'Aujourd'hui - Maison Jeunes Culture - les Hautes de Belleville, Paris (França)
- 1988 - Figuration Critique - Grand Palais Bordeaux, Paris (França)
- 1988 - 63/66 Figura e Objeto - Galeria Millan, São Paulo SP
- 1988 - Eros e Thanatos - Pinacoteca do Estado, São Paulo SP
- 1989 - Mostra - Hotel de Ville - Musée de la Passion de Dunkerque, Paris (França)
- 1990 - Artexpo, Nova York (Estados Unidos)
- 1991 - Memoires de La Liberté - Centre Georges Pompidou, Paris (França)
- 1991 - Memoires de La Liberté, Tóquio (Japão)
- 1991 - no Museu Zacheta, Varsóvia (Polônia)
- 1992 - A Sedução dos Volumes: os tridimensionais do MAC - Museu de Arte Contemporânea da Universidade de São Paulo, São Paulo SP
- 1993 - Bienal de Arte Sacra, Roma (Itália)
- 1994 - Memória da Liberdade - Pinacoteca do Estado, São Paulo SP
- 1995 - Colóquio Arte Dor - Museu de Arte Contemporânea da Universidade de São Paulo, São Paulo SP
- 1997 - La Passion de Dunkerque - Vlaamse Kerkdagen, Bélgica
- 1997 - Casa Cor Sul - Simões de Assis Galeria de Arte, Cutitiba PR
- 1998 - Futebol Arte - Ministério das Relações Exteriores, Brasília DF
- 1998 - 5º Salão de Arte e Antiguidade - Clube Paineiras do Morumby, São Paulo SP
- 1998 - Acervo Galeira de Arte São Paulo - Galeria de Arte São Paulo, São Paulo SP
- 1998 - Futebol Arte, s.l., São Paulo SP
- 1999 - Destaques da Pintura Brasileira - Simões de Assis Galeria de Arte, Cutitiba PR
- 1999 - Desenhos e Gravuras: acervo MVM, Florianópolis SC
- 2001 - 4 Décadas - Nova André Galeria, São Paulo SP
- 2001 - 8º Salão de Arte e Antiguidade - A Hebraica, São Paulo SP
- 2003 - Projeto Brazilianart - Almacén Galeria de Arte, Rio de Janeiro
- 2003 - Israel e Palestina: dois estados para dois povos - Sesc Pompéia, São Paulo SP
- 2004 - 450 X 45 - Nova André Galeria, São Paulo SP
- 2005 - 10 Pintores Brasileiros - Simões de Assis Galeria de Arte, Curitiba PR
- 2005 - Caminhos Vários - Nova André Galeria, São Paulo SP
- 2007 - Parede da Fama - Nova André Galeria, São Paulo SP
- 2010 - Um Dia Terá Que Ter Terminado: 1969/74 - Museu de Arte Contemporânea da Universidade de São Paulo, São Paulo SP